# Didier Auriol
Didier Auriol (Montpellier, 1958. augusztus 18. –) francia raliversenyző.
Montpellier-ben született, eredeti szakmája mentőautó-sofőr.
Auriol az 1990-es évek során a rali-világbajnokságban való részvétele révén vált ismertté, 1984 és 2005 között összesen százötvenkét versenyen vett részt. Az 1988-as Korzika-ralin megszerezte pályafutása első világbajnoki futamgyőzelmét, 1994-ben világbajnok lett, hazájából elsőként. Gyári versenyző volt többek között a Lanciánál, a  Toyotánál és a Peugeot-nál, majd a 2003-as szezon végén a Skodától vonult vissza.
Karrierje során ötvenháromszor állt dobogón, több mint ötszáz szakaszon lett első és húsz versenyt nyert.

## Pályafutása

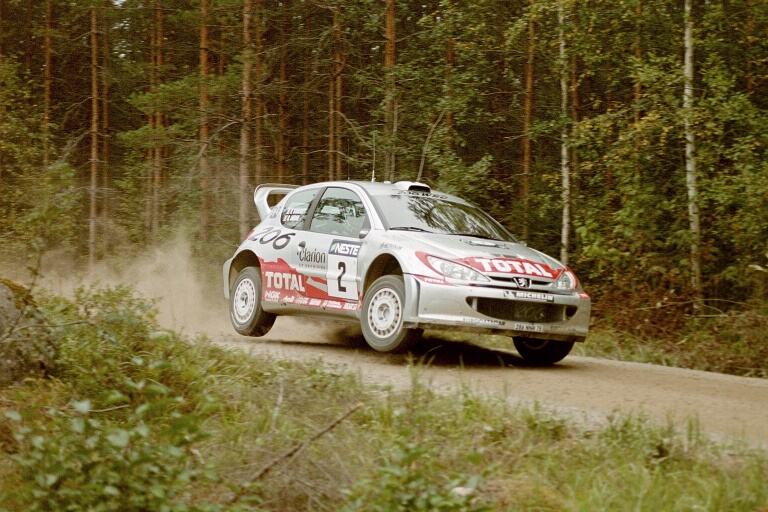
Didier a 2001-es finn ralin

21 évesen kezdett ralizni egy régi Simca 1500-zal. Két éven keresztül versenyzett a Simcával, majd egy Renault 5 Turbo-ba ült át, amivel a Francia Ralibajnokságon vett részt. 1986-ban egy MG-kereskedőtől kapott egy Metro 6R4-et, amivel megnyerte első francia bajnoki címét. Az A csoportos időszak kezdetén Ford Sierra Cosworth-ra váltott, majd 1987-ben és 1988-ban is francia bajnok lett.
Auriol első világbajnoki futamgyőzelmét 1988-ban, a Korzika Ralin szerezte meg Ford Sierra Cosworth-szal. 1989-re a Lancia Martini csapathoz szerződött ahol aztán négy szezont töltött el, és az akkori időkben meghatározó Lancia Delta Integrale három egymást követő verziójával is versenyzett. 1992-ben, az autó utolsó evolúciójával egy szezonon belül hat futamot győzött, (ezt a rekordot csak 2005-ben sikerült megdöntenie Sebastien Loeb-nek,) de a többi futamon elért gyenge eredmények és a szezonzáró RAC Ralin való kiesés miatt a világbajnoki címet Carlos Sainz szerezte meg.
1993-ban Auriol a Toyota csapathoz ment, majd a legendás Toyota Celica GT-Four ST185 nyergében 1994-ben megnyerte a világbajnokságot. 1995-ben megszerezte a Celica GT-Four ST205 első győzelmét a Korzika Ralin. Viszont az év későbbi szakaszában, a Catalunya Ralin a Toyotáról kiderült, hogy a turbófeltöltőben egy szabálytalan alkatrészt használnak, hogy növeljék a motor teljesítményét. A csapatot megfosztották 1995-ös eredményeitől, és 12 hónapra eltiltották a világbajnokságon való részvételtől.
1996-ban Auriol csak két futamon állt rajthoz. Subaruval indult Svédországban, majd Mitsubishivel San Remo-ban. 1997-ben a Monte Carlo Ralin egy privát Forddal indult, és néhány futamon a Toyota új Corolla WRC-jét vezette.
A Toyotánál maradt a következő két évre is, ezalatt két futamgyőzelmet szerzett. Amikor a Toyota kivonult a Rali Világbajnokságból, a Seathoz szerződött. A Seat Auriol tapasztalata ellenére sem tudta a Cordoba WRC-t élvonalbeli autóvá fejleszteni, így a spanyol gyártó visszavonult.
Auriolnak sikerült szerződést kötnie a Peugeot-val a 2001-es szezonra, de csak az aszfaltos ralikon volt gyorsabb csapattársánál, Marcus Grönholmnál. Auriol egyetlen győzelmét abban az évben a Catalunya Ralin szerezte. 2002 egyfajta pihenőév volt számára, de 2003-ra a Skodához, szerződött ahol ő volt felelős a Skoda Fabia WRC kifejlesztéséért.
Pályafutásában az is figyelemre méltó , hogy hatszor sikerült megnyernie a Korzika Ralit, ezzel Bernard Darniche-al megosztva csúcstartó. Auriol még 2001-ben is dobogós helyen zárta ezt a futamot.

### Rali-világbajnoki győzelmei
| #   | Dátum                  | Rali             | Navigátor       | Autó                       | Összefoglaló |
| --- | ---------------------- | ---------------- | --------------- | -------------------------- | ------------ |
| 1.  | 1988. május 3-6        | Korzika-rali     | Bernard Occelli | Ford Sierra RS Cosworth    | Összefoglaló |
| 2.  | 1989. április 23-26    | Korzika-rali     | Bernard Occelli | Lancia Delta Integrale     | Összefoglaló |
| 3.  | 1990. január 19-25     | Monte Carlo-rali | Bernard Occelli | Lancia Delta Integrale 16V | Összefoglaló |
| 4.  | 1990. május 6-9        | Korzika-rali     | Bernard Occelli | Lancia Delta Integrale 16V | Összefoglaló |
| 5.  | 1990. október 14-18    | San Remo-rali    | Bernard Occelli | Lancia Delta Integrale 16V | Összefoglaló |
| 6.  | 1991. október 13-17    | San Remo-rali    | Bernard Occelli | Lancia Delta Integrale 16V | Összefoglaló |
| 7.  | 1992. január 23-28     | Monte Carlo-rali | Bernard Occelli | Lancia Delta HF Integrale  | Összefoglaló |
| 8.  | 1992. május 3-6        | Korzika-rali     | Bernard Occelli | Lancia Delta HF Integrale  | Összefoglaló |
| 9.  | 1992. máj 31-jún 3     | Akropolisz-rali  | Bernard Occelli | Lancia Delta HF Integrale  | Összefoglaló |
| 10. | 1992. július 22-25     | Argentin rali    | Bernard Occelli | Lancia Delta HF Integrale  | Összefoglaló |
| 11. | 1992. augusztus 27-30  | Finn rali        | Bernard Occelli | Lancia Delta HF Integrale  | Összefoglaló |
| 12. | 1992. szeptember 19-22 | Ausztrál rali    | Bernard Occelli | Lancia Delta HF Integrale  | Összefoglaló |
| 13. | 1993. január 21-17     | Monte Carlo-rali | Bernard Occelli | Toyota Celica Turbo 4WD    | Összefoglaló |
| 14. | 1994. május 5-7        | Korzika-rali     | Bernard Occelli | Toyota Celica Turbo 4WD    | Összefoglaló |
| 15. | 1994. jún 30 - júl 2   | Argentin rali    | Bernard Occelli | Toyota Celica Turbo 4WD    | Összefoglaló |
| 16. | 1994. október 9-12     | San Remo-rali    | Bernard Occelli | Toyota Celica Turbo 4WD    | Összefoglaló |
| 17. | 1995. május 3-5        | Korzika-rali     | Denis Giraudet  | Toyota Celica GT-Four      | Összefoglaló |
| 18. | 1998. április 20-22    | Katalán rali     | Denis Giraudet  | Toyota Corolla WRC         | Összefoglaló |
| 19. | 1999. szeptember 17-19 | Kína-rali        | Denis Giraudet  | Toyota Corolla WRC         | Összefoglaló |
| 20. | 2001. március 23-25    | Katalán rali     | Denis Giraudet  | Peugeot 206 WRC            | Összefoglaló |

## Fordítás
- Ez a szócikk részben vagy egészben  a   Didier Auriol című angol Wikipédia-szócikk fordításán alapul.  Az eredeti cikk szerkesztőit annak laptörténete sorolja fel. Ez a jelzés csupán a megfogalmazás eredetét és a szerzői jogokat jelzi, nem szolgál a cikkben szereplő információk forrásmegjelöléseként.